# 法尔比
法尔比（法語：Farbus，法語發音：[faʁby]）是法国上法蘭西大區加来海峡省的一个市镇，属于阿拉斯区。

## 地理
法尔比（50°21'25"N, 2°49'27"E）面积3.49 平方千米，位于法国上法蘭西大區加来海峡省，该省份为法国北部沿海省份，西北濒北海，南至索姆省，东临北部省。
与法尔比接壤的市镇（或旧市镇、城区）包括：维米、泰吕、维莱尔瓦尔、巴约勒锡尔贝图。

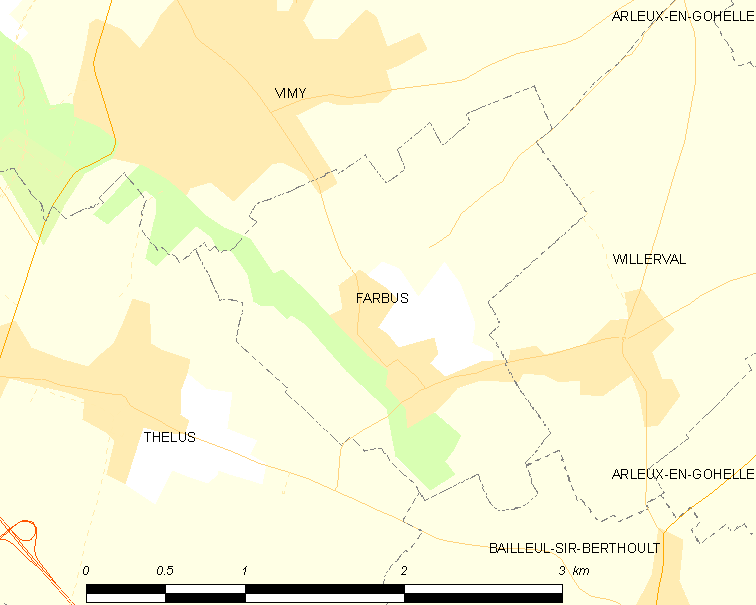
法尔比的OSM定位图

法尔比的时区为UTC+01:00、UTC+02:00（夏令时）。

## 行政
法尔比的邮政编码为62580，INSEE市镇编码为62324。

## 政治
法尔比所属的省级选区为阿拉斯第二县。

## 人口

1962-2008年间法尔比人口变化图示

法尔比于2022年1月1日时的人口数量为631人。